# BND-Außenstelle Gablingen

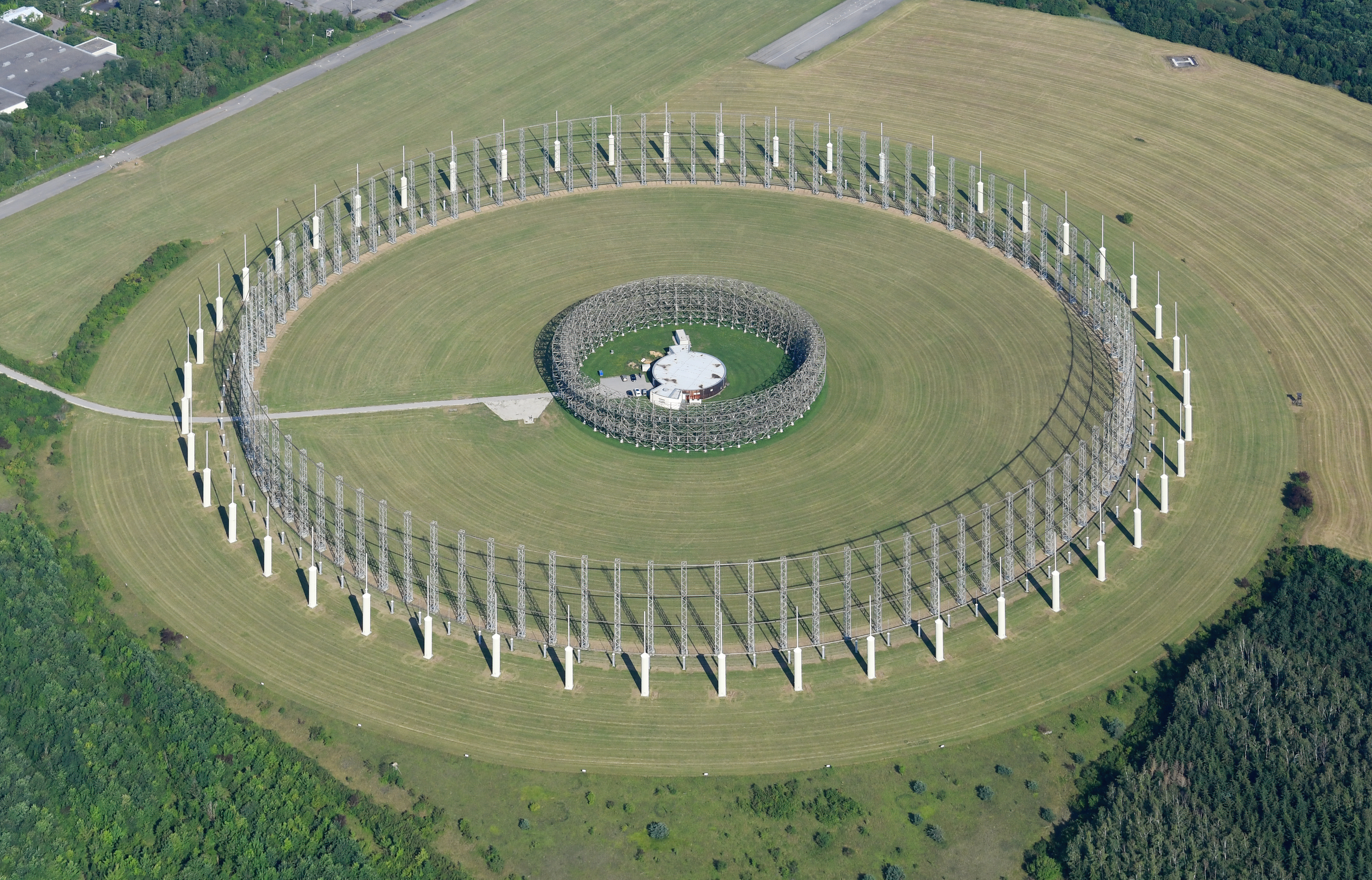
Luftaufnahme der Wullenwever-Antenne in der BND-Außenstelle Gablingen

Die BND-Außenstelle Gablingen (frühere BND-Tarnbezeichnung: Fernmeldestelle Süd der Bundeswehr und Drehpunkt) ist eine spezialisierte Außenstelle des Bundesnachrichtendienstes (BND), die weltweite Funksignale erfasst. Sie befindet sich in der Gemeinde Gablingen auf dem ehemaligen Flugplatz Gersthofen-Gablingen. Auf dem Gelände befindet sich eine weithin sichtbare Wullenwever-Antenne.

## Aufgaben
Die Außenstelle Gablingen ist der einzige Standort des BND, in der die Erfassung von Kurzwellen erfolgt. Diesen Frequenzbereich nutzt überwiegend das Militär, aber auch zum Teil Aufständische und Rebellen. Daneben findet noch eine andere Erfassungsart statt. Technisch nicht erfasst werden können von Gablingen aus Richtfunk, Mobilfunk und Festnetz-Telefonate. Diese ist auf bestimmte Steckungen, Richtungen und Regionen gerichtet. Sie erfolgt nicht gemeinsam mit Five-Eyes-Nachrichtendiensten. Ziele in Deutschland werden nicht erfasst. Die Steuerung und Verarbeitung der in Gablingen erfassten Ergebnisse erfolgt durch die Unterabteilung T2 des BND in Pullach. Inhalts- und Metadaten werden ausschließlich dorthin weitergeleitet.
Seit 1998 hat am Standort keine Kooperation mit einem Five-Eyes-Staat stattgefunden. NSA-Techniker haben BND-eigenes, aber von der NSA bezogenes Gerät gewartet, ohne dass ein Datenabfluss aufgrund der Beschaffenheit des Geräts möglich gewesen ist. Die Außenstelle steht in keinem Verbund mit einer ähnlichen Anlage eines Five-Eyes-Nachrichtendienstes.

## Antenne
Die Antennenanlage vom Typ AN/FLR-9 (Circular Disposed Antenna Array – CDAA) hat einen Durchmesser von ca. 365 Meter und ca. 30 Meter hohe Antennengitter. Mit ihr ist die selektive Signalerfassung in den Frequenzbereichen 2–6 MHz, 6–18 MHz und 18–32 MHz möglich.
Die Anlage Gablingen im Alleinbetrieb kann nur die Richtung eines Senders bestimmen. Zur Ermittlung dessen Standortes werden weitere Antennen an anderen Standorten benötigt. Früher übernahmen dies weitere AN/FLR-9-Antennen, die das Netzwerk „Iron Horse“ bildeten:
- Chicksands, England (abgebaut)
- Clark AB, Philippinen (abgebaut)
- Elmendorf Air Force Base, Alaska, USA (noch funktionsfähig)
- Karamürsel, Türkei (abgebaut)
- 7th Radio Research Field Station/Ramasun Station, Udon Thani Provinz, Thailand (abgebaut)
- Misawa AB, Japan (Abbau 2013)
- San Vito dei Normanni Air Station, Italien (abgebaut)

## Geschichte
1945 übernahmen die USA das 143 Hektar große Areal des Flugplatzes Gersthofen-Gablingen.  1971 begann der Bau der Antenne. Im Juli 1986 waren bei der „US Army Field Station Augsburg (USAFSA)“ 1790 Planstellen ausgebracht. Sie war eine Dienststelle des United States Army Intelligence and Security Command (INSCOM). Ihre NSA-Deckbezeichnung (SIGINT Activity Designator – SIGAD) im internen Sprach- und Schriftverkehr war: USM-44. Sie war entsprechend ihrer Größe und Bedeutung das Hauptobjekt der Fernmelde- und Elektronischen Aufklärung der USA in West-Deutschland. Schwerpunktmäßig bearbeitete sie die Land-, Luft- und Seestreitkräfte sowie nachrichtendienstliche und chiffrierte Verbindungslinien der Sowjetunion, der DDR und anderer Warschauer Vertragsstaaten, die strategischen Raketentruppen der Sowjetunion. Die Field Station führte operative Außenstellen in Schleswig (USM-44 A) und in Bad Aibling (USM-44 F). Dabei handelte es sich um Peilstationen (DF Detachments).
Die Außenstelle Gablingen wurde am 10. Dezember 1974 durch den BND in Betrieb genommen. Bis 1998 wurde die Anlage lediglich mitbenutzt; seitdem ist der BND Alleinnutzer. Im Juni 2014 hat der BND die Bundeswehr-Legende der Liegenschaft aufgegeben.